# Cameron Hunt
Pour les articles homonymes, voir Cameron et Hunt.
Cameron Hunt, né le 25 août 1997 à Duncanville, au Texas, est un joueur américain de basket-ball évoluant au poste d'arrière.

## Biographie

### Carrière universitaire
Entre 2015 et 2019, il joue au Southwestern College (en) en NAIA.

### Carrière professionnelle

#### TG Wurtzbourg/Wurtzbourg Baskets (2019-2023)
Le 20 juin 2019, automatiquement éligible à la draft 2019 de la NBA, il n'est pas sélectionné.
Le 4 octobre 2019, il signe son premier contrat professionnel avec l'équipe allemande du TG Wurtzbourg (de) qui évolue en troisième division. En 19 matches, il a des moyennes de 21,6 points, 5 rebonds et 4,5 passes décisives en 31,3 minutes par match. Dans le même temps, il s'entraîne avec l'équipe première du Wurtzbourg Baskets.
En février 2020, il signe un contrat de trois ans avec Wurtzbourg Baskets et obtient une place permanente dans l'effectif de l'équipe première.
Il fait ses débuts en première division en novembre 2020 lors d'un match contre Ulm.

#### Derthona Basket (mai 2023)
Le 8 mai 2023, il signe avec l'équipe italienne du Derthona Basket (en) pour la fin de saison 2022-2023. Il y joue deux matches et atteint les demi-finales du championnat.

#### JDA Dijon (2023-2024)
Le 14 juin 2023, il signe avec l'équipe française de la JDA Dijon.